# فيرخني ناور (الشيشان)
فيركنيي ناور (بالروسية: Верхний Наур) هي مدينة في جمهورية الشيشان في روسيا. ويبلغ عدد سكانها حوالي 5423 نسمة.